# Arturo Michelini
Arturo Michelini (Florença, 17 de fevereiro de 1909 – Roma, 15 de junho de 1969) foi um político neofascista italiano.

## Biografia
Participou da Guerra Civil Espanhola (1936-1939), apoiando as tropas nacionalistas de Francisco Franco.
Quando regressou, foi nomeado vice-secretário do Partido Nacional Fascista de Benito Mussolini. Após o Armisticio de Cassibile, apoiou a República Social Italiana e, no final da Segunda Guerra Mundial, foi um dos fundadores do Movimento Sociale Italiano.